# Rory Gaffney
Rory Gaffney, né le 23 octobre 1989 à Tuam dans le comté de Galway, est un footballeur irlandais. Il joue au poste d'attaquant pour les Shamrock Rovers après avoir joué une partie de sa carrière professionnelle en troisième et quatrième division anglaise.

## Biographie
Rory Gaffney commence sa carrière de joueur professionnel au Mervue United Football Club un club de l'agglomération de Galway. Il joue alors en deuxième division irlandaise. En 2011, il rejoint le Limerick Football Club. Alors qu'il joue déjà en championnat irlandais il termine ses études à l'Institut de technologie de Galway-Mayo.
Le 25 novembre 2014, Rory Gaffney est transféré vers le Cambridge United Football Club qui dispute la quatrième division anglaise. Sa première saison est difficile en partie à cause d'une blessure. Il ne joue son premier match que dix mois après son arrivée le 26 septembre 2015 alors qu'il entre en jeu en cours de match en remplacement de Conor Newton contre Stevenage. C'est lui qui fait la dernière passe sur le but vainqueur. Le mois suivant il connait sa première titularisation contre Yeovil Town et pour l'occasion il marque deux buts.
Après un prêt d'une courte période où Gaffney réussit à se faire remarquer, les Bristol Rovers recrutent définitivement le joueur de Galway le 14 janvier 2016. Après avoir marqué cinq buts en sept matchs consécutifs, Gaffney joue un rôle prépondérant dans l'accession à la troisième division. En League One, il dispute deux saisons pleines avec 34 et 42 rencontres.
En juin 2018, Rory Gaffney signe un contrat de trois saisons avec Salford City. Au terme de la première saison, Salford est promu en quatrième division anglaise pour la première fois de son histoire. Avec 43 matchs et 11 buts, Gaffney participe pleinement à cette promotion. En août 2019, il est prêté six mois au Walsall FC. Au terme de ce prêt, Salford City décide de proposer à Gaffney une rupture de contrat. L'Irlandais était déjà en contact avec les Shamrock Rovers. Juste après la rupture avec Salford, il signe un contrat avec les Rovers et s'envole pour Dublin.
En trois saisons avec les Hoops, Rory Gaffney remporte trois titres de champion d'Irlande et dispute neuf rencontres de coupe d'Europe. Il  marque deux buts contre KF Teuta Durrës puis un but contre les Maltais du Hibernians FC.

## Éléments statistiques
| Saison                | Club                  | Championnat           | Championnat | Championnat | Coupe(s) nationale(s) | Coupe(s) nationale(s) | Compétition(s) continentale(s) | Compétition(s) continentale(s) | Compétition(s) continentale(s) | Total | Total |
| Saison                | Club                  | Division              | M.          | B.          | M.                    | B.                    | Comp.                          | M.                             | B.                             | M.    | B.    |
| 2009                  | Mervue United         | First Div.            | 14          | 3           | 1                     | 0                     | -                              | -                              | -                              | 15    | 3     |
| 2010                  | Mervue United         | First Div.            | 31          | 6           | 0                     | 0                     | -                              | -                              | -                              | 31    | 6     |
| 2011                  | Mervue United         | First Div.            | 14          | 4           | 0                     | 0                     | -                              | -                              | -                              | 14    | 4     |
| 2011                  | Limerick FC           | First Div.            | 11          | 0           | 0                     | 0                     | -                              | -                              | -                              | 11    | 0     |
| 2012                  | Limerick FC           | First Div.            | 24          | 10          | 3                     | 0                     | -                              | -                              | -                              | 27    | 10    |
| 2013                  | Limerick FC           | Premier Div.          | 19          | 5           | 2                     | 0                     | -                              | -                              | -                              | 21    | 5     |
| 2014                  | Limerick FC           | Premier Div.          | 31          | 14          | 1                     | 0                     | -                              | -                              | -                              | 32    | 14    |
| 2014-2015             | Cambridge United      | League Two            | 0           | 0           | 0                     | 0                     | -                              | -                              | -                              | 0     | 0     |
| 2015-2016             | Cambridge United      | League Two            | 6           | 2           | 1                     | 0                     | -                              | -                              | -                              | 7     | 2     |
| 2015-2016             | Bristol Rovers (prêt) | League Two            | 7           | 5           | 0                     | 0                     | -                              | -                              | -                              | 7     | 5     |
| 2015-2016             | Bristol Rovers        | League Two            | 17          | 3           | 0                     | 0                     | -                              | -                              | -                              | 17    | 3     |
| 2016-2017             | Bristol Rovers        | League One            | 34          | 6           | 7                     | 3                     | -                              | -                              | -                              | 41    | 9     |
| 2017-2018             | Bristol Rovers        | League One            | 42          | 7           | 5                     | 0                     | -                              | -                              | -                              | 47    | 7     |
| 2018-2019             | Salford City          | National League       | 43          | 11          | 6                     | 1                     | -                              | -                              | -                              | 49    | 12    |
| 2019-2020             | Salford City          | League Two            | 2           | 0           | 0                     | 0                     | -                              | -                              | -                              | 2     | 0     |
| 2019-2020             | Walsall FC            | League Two            | 15          | 1           | 7                     | 0                     | -                              | -                              | -                              | 22    | 1     |
| 2020                  | Shamrock Rovers       | Premier Div.          | 6           | 0           | 0                     | 0                     | -                              | -                              | -                              | 6     | 0     |
| 2021                  | Shamrock Rovers       | Premier Div.          | 33          | 8           | 3                     | 1                     | C1+C4                          | 6                              | 2                              | 42    | 11    |
| 2022                  | Shamrock Rovers       | Premier Div.          | 25          | 7           | 3                     | 1                     | C1+C3+C4                       | 7                              | 2                              | 35    | 10    |
| 2023                  | Shamrock Rovers       | Premier Div.          | 32          | 8           | 0                     | 0                     | C1+C3+C4                       | 2                              | 0                              | 34    | 8     |
| 2024                  | Shamrock Rovers       | Premier Div.          | 8           | 1           | 1                     | 0                     | C1                             | 0                              | 0                              | 9     | 1     |
| 2025                  | Shamrock Rovers       | Premier Div.          | 19          | 8           | 1                     | 1                     | C4                             | 0                              | 0                              | 20    | 9     |
| Total sur la carrière | Total sur la carrière | Total sur la carrière | 433         | 104         | 41                    | 7                     | -                              | 15                             | 4                              | 489   | 115   |

## Palmarès
Avec les Shamrock Rovers
- Championnat d'Irlande
  - Vainqueur en 2020, 2021, 2022 et 2023
- Coupe du Président
  - Vainqueur en 2022

Trophées individuels
- Meilleur joueur du championnat d'Irlande 2022
- Membre de l'équipe de l'année du championnat d'Irlande 2022